# (6582) Flagsymphony
(6582) Flagsymphony est un astéroïde de la ceinture principale.

## Description
(6582) Flagsymphony est un astéroïde de la ceinture principale. Il fut découvert le 5 novembre 1981 à la station Anderson Mesa par Edward L. G. Bowell. Il présente une orbite caractérisée par un demi-grand axe de 2,78 UA, une excentricité de 0,29 et une inclinaison de 8,9° par rapport à l'écliptique.
L'astéroïde est nommé en l'honneur du Flagstaff Symphony Orchestra (en).

## Compléments